# سحاليات
السَّحاليات (الاسم العلمي: Limidae)، فصيلة حيوانات بحرية من الرخويات وهي الفصيلة الوحيدة في رتبة السحالاوات. تضم الفصيلة 130 نوعًا حيًا، ضمن عشرة أجناس. تنتشر الأنواع على نطاق واسع في جميع بحار من المياه الضحلة إلى المياه العميقة.